# MISTRAL Engines SA
MISTRAL Engines SA ist ein Schweizer Unternehmen, das 2001 mit der Zielsetzung gegründet wurde, eine Familie von Rotationskolbentriebwerken für den Luftfahrtbereich zu entwickeln. Mistral wurde nach eigener Aussage von einem Kreis von Piloten und Luftfahrzeughaltern gegründet, um ein zeitgemäßes Triebwerk für die Allgemeine Luftfahrt zu entwickeln.
Dabei wurde auf Rotationskolbentriebwerke gesetzt, da diese gegenüber den bislang dominierenden Kolbenmotoren eine Reihe von Vorteilen für die Luftfahrtanwendung bieten:
- hohe Zuverlässigkeit und Langlebigkeit durch eine deutlich geringere Anzahl von mechanischen Komponenten
- Kompaktheit
- günstiges Leistungsgewicht
- sehr hohe Laufruhe und Vibrationsfreiheit

Bedingt durch die internationale Finanzkrise wurden die Entwicklungsarbeiten 2010 unterbrochen und 2011 wieder aufgenommen, nachdem ein neuer Investor bei Mistral eingestiegen ist.

## Produkte
Aktuell bietet Mistral sein Triebwerk in 4 verschiedenen Leistungsstufen an:
- G-200, 148 kW (2 Scheiben)
- G-230-TS, 172 kW (2 Scheiben)
- G-300, 224 kW (3 Scheiben)
- G-360-TS, 269 kW (3 Scheiben)

Alle Versionen geben ihre maximale Leistung bei jeweils 2150/min ab und können sowohl mit AvGas wie auch mit herkömmlichen, unverbleitem Autobenzin betrieben werden. Weitere Optionen für die Weiterentwicklung ist die Ausstattung mit Turboladern sowie die Entwicklung von [Kerosin]-betriebenen Varianten, dies soll zunächst den beiden Leistungsstärksten Varianten vorbehalten bleiben.

## Erprobung
Erste Erprobungsflüge fanden mit einer umgerüsteten Piper PA-28 statt, diese war noch mit einem 190 PS leistenden Triebwerk ausgestattet und ging 2008 im Rahmen der Flugerprobung bei einem Unfall verloren, wobei der Testpilot lediglich leichte Verletzungen erlitt. Als Testplattform werden eine Maule MX-7 mit dem 300 PS (224 kW) leistenden G-300-Triebwerk sowie ein Glasair-III-Kitflugzeug genutzt.
Aktuell betreibt Mistral die Zertifizierung des 224 kW leistenden G-300-C2B und dem eigenentwickelten FADEC-System bei der FAA, eine EASA-Zertifizierung soll folgen. Es ist geplant, diese Zertifizierungen für alle 4 Triebwerke mit einer TBO von 3000 Stunden zu erreichen. Kolbenmotoren der etablierten Hersteller wie Lycoming und Teledyne Continental erreichen typischerweise eine TBO von maximal 2000 Stunden.

## Nutzung
Mit der gebotenen Leistungsspanne können sowohl Helikopter als auch ein- und zweimotorige Flugzeuge ausgerüstet werden. Die Version G-200 wird im Prototyp des „Flugautos“ PAL-V genutzt, des Weiteren wird künftig der französische Kit-Helikopter Helineo mit einem G-200-Triebwerk verfügbar sein.